# Список кардиналов, возведённых папой римским Сильвестром II

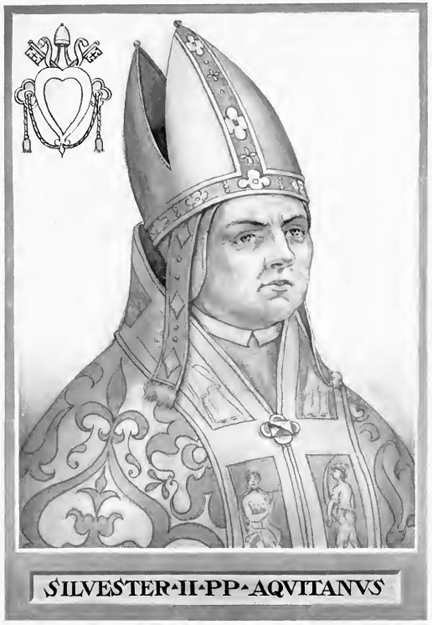
Папа Сильвестр II

Кардиналы, возведённые Папой римским Сильвестром II — 3 клириков были возведены в сан кардинала на двух Консисториях за четырёхлетний понтификат Сильвестра II.

## Консистория от 1000 года
- Фазано, (кардинал-священник церкви Сан-Пьетро-ин-Винколи;[1]

## Консистория от 1001 года
- Теофилакт II граф Тусколо (кардинал-епископ Порто);[2]
- Фридрих Саксонский (титулярная церковь или титулярная диакония неизвестна).